# 维格沃姆

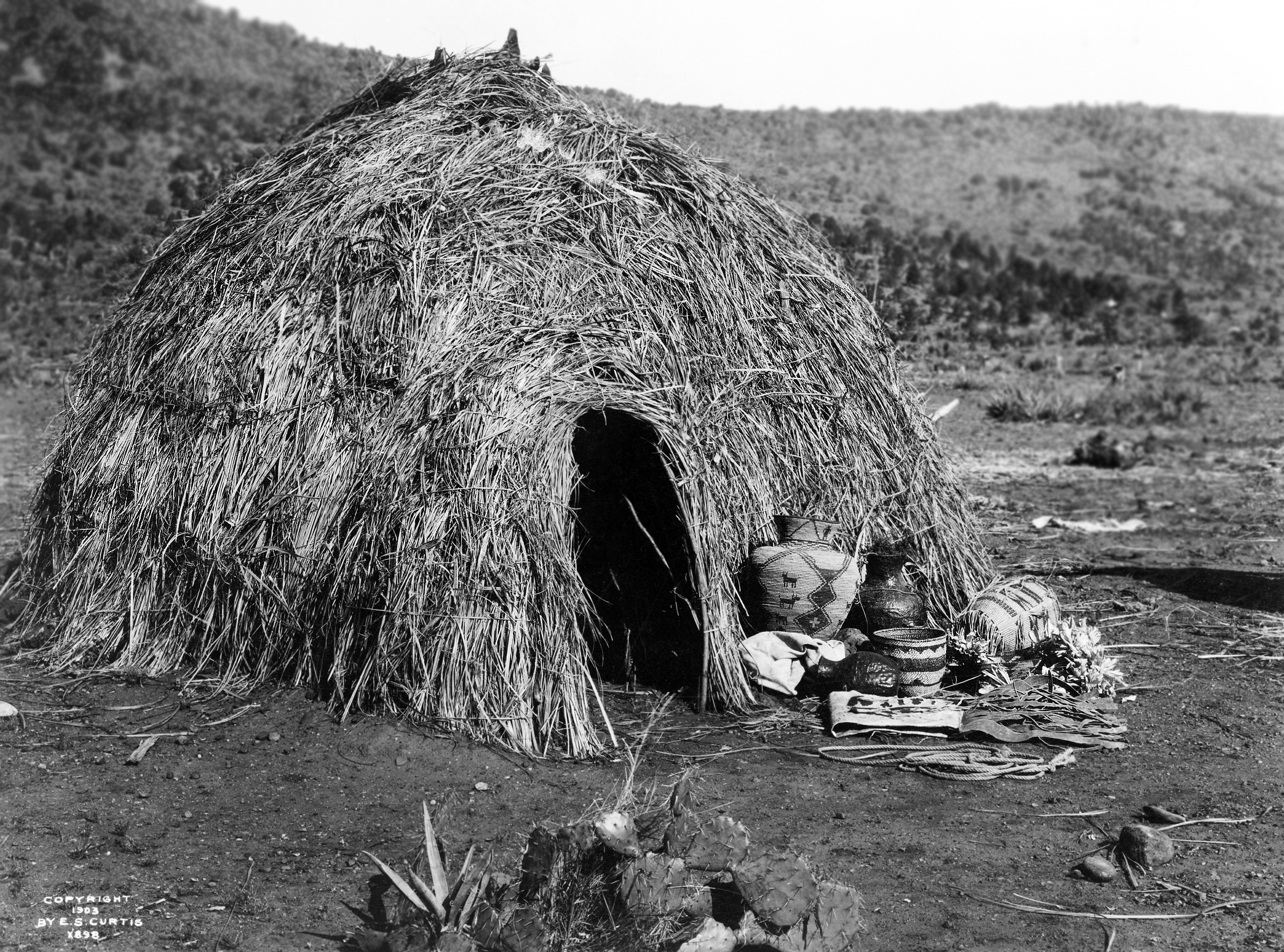
阿帕契族的维格沃姆，由Edward S. Curtis摄于1903年

维格沃姆是一种北美土著人部落使用的类似于窝棚的住宅（主要是单人居住，也有大型者供十余人居住），在美国西部称为wickiup，在东北部被称为wigwam。实际上，使用这个词语的非土著美国人有些武断，因为这个词语在实际上可无视建筑的具体地理位置或所属的文化族群，指代各种印第安人（包括派尤特族、欧及布威族等诸多民族）类型的建筑。但注意维格沃姆不能与在大平原上与其种类完全不同的另一种圆锥形帐篷梯皮混为一谈。

## 名称由来
wiquoam在德拉瓦语（Delaware）中意为“他们的房子”，写为wigwam。而wickiup可能是wigwam去掉代表主格的后缀m后，又加上代表“坐”的后缀ap而成。

## 结构
这种圆顶的圆柱形建筑被美国众多不同文化的土著人所建造。弯曲的表面使它成为一个适合于各种条件的理想住所。这也是为早期殖民者所准备的最好的房子。
建筑的结构是由弓形的木杆所组成的，在木杆的外层会用某些材料来做屋顶。屋顶材料则因地域和文化的差异而不同，包括灌木、树皮、芦苇、草席、布或兽皮等。

### 美国东北
维格沃姆通常是季节性的，尽管这个词也适用于持久的圆形美国土著建筑。建造维格沃姆所需的时间要长于梯皮，而且其便携性也更差。
东北部典型的维格沃姆有着能够克服各种恶劣天气的曲面，冬季可覆盖兽皮。家庭中的男性对窝棚的框架负责。小树苗会被切断为25至40公分长（单人间用），并被弄弯用来做框架。与此同时，地上会画一个直径与树苗长度相仿的圆圈。其后，最长的树苗被搭在中间，短些的则搭在外面些，所有的这些树苗在圆上围成一个拱形。第二套树苗则被包裹在外面用来支撑，直至两套木杆完全编在一起。最后就可以用树皮做围边并加设屋顶了。
玛丽·罗兰森（Mary Rowlandson）在1675年菲利普国王战争时期（King Philip's War）被美国原住民关押时，用wigwam一词来指其住所。于是这个词一直留在了通用英语里，用来指印第安人的住宅。但后来发现了与其完全不同的梯皮帐篷。

### 美国西部和西南部

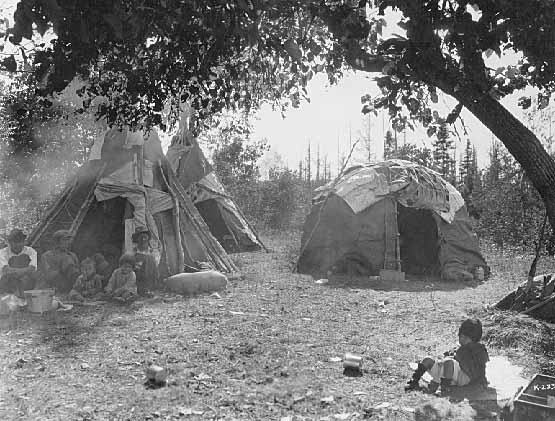
欧及布威族的维格沃姆与达科他人风格的梯皮，摄于明尼苏达白地印第安保留地，1928年

在这个区域里，非土著美国人称这种圆顶单人住宅为wickiup。与称为hogan的木條泥草屋、称为kiva的地穴和梯皮均有着明显的不同。